# 波拉韦诺
波拉韦诺（義大利語：Polaveno），是意大利布雷西亚省的一个市镇。总面积9平方公里，人口2707人，人口密度300.8人/平方公里（2009年）。国家统计（ISTAT）代码为017144。